# Nunataki Kazarina
Nunataki Kazarina är en nunatak i Antarktis. Den ligger i Västantarktis. Argentina och Storbritannien gör anspråk på området. Toppen på Nunataki Kazarina är 1 569 meter över havet.
Terrängen runt Nunataki Kazarina är varierad. Trakten är obefolkad. Det finns inga samhällen i närheten.